# Utecht
Utecht est une commune allemande située dans l'arrondissement du Mecklembourg-du-Nord-Ouest (Land de Mecklembourg-Poméranie-Occidentale).

## Personnalités liées à la ville
- Walter Schröder (1932-2022), rameur né à Utecht.